# 穆罕默德·苏莱曼
穆罕默德·艾哈迈德·苏莱曼（阿拉伯语：‎，1969年11月23日—），卡塔尔中长跑运动员。他曾获得1992年夏季奥运会男子1500米铜牌。他也曾获得1990年、1994年和1998年亚洲运动会男子1500米项目的金牌。